# Emilio Estevez
Emilio Estevez (New York, New York, 1962. május 12. –) amerikai színész, rendező, forgatókönyvíró és producer.
Martin Sheen fia és Charlie Sheen bátyja, az 1980-as években a Brat Pack elnevezésű fiatal színészcsapat tagja volt. Az évtized során szerepelt A kívülállók (1983), a Segítő kezek  (1984), a Nulladik óra (1985) és a Szent Elmo tüze (1985) című filmekben. Feltűnt a Zsarulesen (1987) és a Zsarulesen 2. (1993) című akcióvígjátékokban, A vadnyugat fiai (1988) és A vadnyugat fiai 2. (1990) című westernfilmekben, továbbá a Kerge kacsák (1992), a Kerge kacsák 2. (1995) és a Kerge kacsák 3. (1996) című sportfilmekben.
2006-ban a Bobby Kennedy – A végzetes nap című filmdráma szereplője volt, melyet rendezőként és forgatókönyvíróként is jegyez. A 2000-es évek folyamán több televíziós sorozatnak rendezett epizódokat (Döglött akták, CSI: New York-i helyszínelők, Gyilkos számok).

## Fiatalkora és családja
1962. május 12-én született New Yorkban, Martin Sheen és Janet Sheen gyermekeként. Családjuk gallego származású. 1968-ban családjával Malibuba költözött. Középiskolai tanulmányait a Santa Monica High Schoolban végezte. Édesapja azt szerette volna, ha felveszi a Sheen nevet, de ő úgy döntött, megtartja családi nevét.

## Pályafutása
1979-ben szerepelt az első filmben, amely az Apokalipszis most volt, de jeleneteit törölték a film végleges változatából.
1983-ban A kívülállók című film hozta meg számára az ismeretséget, amelyet Francis Ford Coppola rendezett. Ezt követte 1984-ben a Segítő kezek című film. Egy évvel később a Szent Elmo tüze következett. Két évre rá mutatták be a Zsarulesen című film első részét. 
Az 1990-es évek elején olyan filmekben volt látható, mint a Tökös ötös (1990), a Szabad préda (1992) és a Haláli fegyver (1993). Az 1990-es évek második felében két nagy sikerű filmben is szerepelt: Mission: Impossible (1996) és Házi háború (1996), utóbbit rendezőként is jegyzi.
A 2000-es években leginkább rendezőként dolgozott. 2004–2005 között a Döglött akták című sorozat rendezője volt. Ezt követte a CSI: New York-i helyszínelők című filmsorozat. 2008–2009 között a Gyilkos számok rendezője volt.

## Magánélete
1992–1994 között Paula Abdul férje volt.

## Filmográfia

### Film

#### Rendező, író és producer
| Év   | Magyar cím                             | Eredeti cím                                | Feladatkör | Feladatkör | Feladatkör |
| Év   | Magyar cím                             | Eredeti cím                                | Rendező    | Író        | Producer   |
| ---- | -------------------------------------- | ------------------------------------------ | ---------- | ---------- | ---------- |
| 1985 | Akkor és most                          | That Was Then... This Is Now               | Nem        | Igen       | Nem        |
| 1986 | Bölcsesség                             | Wisdom                                     | Igen       | Igen       | Nem        |
| 1990 | Tökös ötös                             | Men at Work                                | Igen       | Igen       | Nem        |
| 1995 | Bunkókáim – Belefonódtam a telefonomba | The Jerky Boys: The Movie                  | Nem        | Nem        | Vezető     |
| 1996 | Házi háború                            | The War at Home                            | Igen       | Nem        | Igen       |
| 2005 |                                        | Culture Clash in AmeriCCa (dokumentumfilm) | Igen       | Nem        | Nem        |
| 2006 | Bobby Kennedy – A végzetes nap         | Bobby                                      | Igen       | Igen       | Nem        |
| 2010 | Vándorút                               | The Way                                    | Igen       | Igen       | Igen       |
| 2018 |                                        | The Public                                 | Igen       | Igen       | Igen       |
| 2022 |                                        | The Loneliest Boy in the World             | Nem        | Sztori     | Vezető     |

#### Színész
| Év   | Magyar cím                         | Eredeti cím                  | Szerep                       | Magyar hang         | Rendező                   |
| ---- | ---------------------------------- | ---------------------------- | ---------------------------- | ------------------- | ------------------------- |
| 1973 | Sivár vidék                        | Badlands                     | fiú a lámpaoszlop alatt      |                     | Terrence Malick           |
| 1979 | Apokalipszis most (törölt jelenet) | Apocalypse Now               | futár                        |                     | Francis Ford Coppola (1.) |
| 1982 | Tex                                | Tex                          | Johnny Collins               | Bartucz Attila      | Tim Hunter                |
| 1982 | Tex                                | Tex                          | Johnny Collins               | Hám Bertalan        | Tim Hunter                |
| 1983 | A kívülállók                       | The Outsiders                | Keith "Two-Bit" Mathews      | Baráth István       | Francis Ford Coppola (2.) |
| 1983 | Rémálmok                           | Nightmares                   | J.J. Cooney                  |                     | Joseph Sargent            |
| 1984 | Segítő kezek                       | Repo Man                     | Otto Maddox                  | Crespo Rodrigo      | Alex Cox                  |
| 1984 | Segítő kezek                       | Repo Man                     | Otto Maddox                  | Csőre Gábor         | Alex Cox                  |
| 1985 | Nulladik óra                       | The Breakfast Club           | Andrew Clark                 | Molnár Levente      | John Hughes               |
| 1985 | Szent Elmo tüze                    | St. Elmo's Fire              | Kirby "Kirbo" Keger          | Háda János          | Joel Schumacher           |
| 1985 | Szent Elmo tüze                    | St. Elmo's Fire              | Kirby "Kirbo" Keger          | Zalán János         | Joel Schumacher           |
| 1985 | Akkor és most                      | That Was Then... This Is Now | Mark Jennings                | Weil Róbert         | Christopher Cain (1.)     |
| 1986 | Stephen King: Maximális túlhajtás  | Maximum Overdrive            | Bill Robinson                | Hankó Attila        | Stephen King              |
| 1986 | Stephen King: Maximális túlhajtás  | Maximum Overdrive            | Bill Robinson                | Viczián Ottó        | Stephen King              |
| 1986 | Bölcsesség                         | Wisdom                       | John Wisdom                  | Barabás Kiss Zoltán | Emilio Estevez (1.)       |
| 1986 | Bölcsesség                         | Wisdom                       | John Wisdom                  | Dányi Krisztián     | Emilio Estevez (1.)       |
| 1987 | Zsarulesen                         | Stakeout                     | Bill Reimers nyomozó         | Balázsi Gyula       | John Badham (1.)          |
| 1988 | A vadnyugat fiai                   | Young Guns                   | Billy, a Kölyök              | Zalán János         | Christopher Cain (2.)     |
| 1989 | Kedden soha                        | Never on Tuesday             | vontatójármű sofőrje (cameo) |                     | Adam Rifkin               |
| 1990 | A vadnyugat fiai 2.                | Young Guns II                | Billy, a Kölyök              | Bor Zoltán          | Geoff Murphy (1.)         |
| 1990 | A vadnyugat fiai 2.                | Young Guns II                | Billy, a Kölyök idősen       | Gruber Hugó         | Geoff Murphy (1.)         |
| 1990 | Tökös ötös                         | Men at Work                  | James St. James              | Anger Zsolt         | Emilio Estevez (2.)       |
| 1992 | Szabad préda                       | Freejack                     | Alex Furlong                 | Laklóth Aladár      | Geoff Murphy (2.)         |
| 1992 | Kerge kacsák                       | The Mighty Ducks             | Gordon Bombay                | Forgács Péter       | Stephen Herek             |
| 1992 | Kerge kacsák                       | The Mighty Ducks             | Gordon Bombay                | Szabó Máté          | Stephen Herek             |
| 1993 | Haláli fegyver                     | Loaded Weapon 1              | Jack Colt őrmester           | Forgács Péter       | Gene Quintano             |
| 1993 | Zsarulesen 2.                      | Another Stakeout             | Bill Reimers nyomozó         | Forgács Péter       | John Badham (2.)          |
| 1993 | Az ítélet éjszakája                | Judgment Night               | Frank Wyatt                  | Boros Zoltán        | Stephen Hopkins           |
| 1994 | Kerge kacsák 2.                    | D2: The Mighty Ducks         | Gordon Bombay                | Forgács Péter       | Sam Weisman               |
| 1996 | Mission: Impossible                | Mission: Impossible          | Jack Harmon                  | Selmeczi Roland     | Brian De Palma            |
| 1996 | Házi háború                        | The War at Home              | Jeremy Collier               | Markovics Tamás     | Emilio Estevez (3.)       |
| 1996 | Kerge kacsák 3.                    | D3: The Mighty Ducks         | Gordon Bombay                | Forgács Péter       | Robert Lieberman          |
| 2000 |                                    | Sand                         | Trip                         |                     | Matt Palmieri             |
| 2003 | A három királyok                   | Los Reyes Magos              | Jimmy (hang)                 |                     | Antonio Navarro           |
| 2005 |                                    | The L.A. Riot Spectacular    | Laurence Powell              |                     | Marc Klasfeld             |
| 2006 | Arthur és a villangók              | Arthur and the Invisibles    | révész (hangja)              |                     | Luc Besson                |
| 2006 | Bobby Kennedy – A végzetes nap     | Bobby                        | Tim Fallon                   | Nagy Ervin          | Emilio Estevez (4.)       |
| 2010 | Vándorút                           | The Way                      | Daniel Avery                 | Seder Gábor         | Emilio Estevez (5.)       |
| 2018 |                                    | The Public                   | Stuart Goodson               |                     | Emilio Estevez (6.)       |
| 2024 |                                    | Brats (dokumentumfilm)       | önmaga                       |                     | Andrew McCarthy           |

### Televízió
| Év        | Magyar cím                      | Eredeti cím                                            | Szerep                                | Megjegyzések                                              |
| --------- | ------------------------------- | ------------------------------------------------------ | ------------------------------------- | --------------------------------------------------------- |
| 1980–1981 |                                 | Insight                                                | Stan / Pat / férfi                    | 4 epizód                                                  |
| 1982      |                                 | Making the Grade                                       | Dwayne                                | 1 epizód                                                  |
| 1982      | Idegenekre bízva                | In the Custody of Strangers                            | Danny Caldwell                        | tévéfilm                                                  |
| 1982      |                                 | To Climb a Mountain                                    | Steve Novak                           | tévéfilm                                                  |
| 1987      |                                 | Funny, You Don't Look 200: A Constitutional Vaudeville | önmaga / vietnámi katonák             | dokumentumfilm                                            |
| 1989      | Végzetes utóhatás               | Nightbreaker                                           | Dr. Alexander Brown a múltban         | - tévéfilm - magyar hangja: - Rékasi Károly               |
| 1994      | Saturday Night Live             | Saturday Night Live                                    | házigazda                             | 1 epizód                                                  |
| 1998      | Egy maréknyi aranyért           | Dollar for the Dead                                    | Cowboy                                | - tévéfilm - magyar hangja: - Schnell Ádám                |
| 1999      |                                 | Late Last Night                                        | Dan                                   | tévéfilm                                                  |
| 2000      | Csak 18 éven felülieknek        | Rated X                                                | James Lowell "Jim" Mitchell           | - tévéfilm (filmrendező) - magyar hangja: - Lippai László |
| 2002      |                                 | After Dark: South Beach                                | narrátor                              | különkiadás                                               |
| 2003      | Az elnök emberei                | The West Wing                                          | Josiah "Jed" Bartlet fiatalon (cameo) | 1 epizód                                                  |
| 2003–2004 | Őrangyal                        | The Guardian                                           | nem szerepel                          | rendező (3 epizód)                                        |
| 2004–2005 | Döglött akták                   | Cold Case                                              | nem szerepel                          | rendező (2 epizód)                                        |
| 2005      | CSI: New York-i helyszínelők    | CSI: NY                                                | nem szerepel                          | rendező (2 epizód)                                        |
| 2005      | Magánügyek                      | Close to Home                                          | nem szerepel                          | rendező (1 epizód)                                        |
| 2008–2009 | Gyilkos számok                  | Numbers                                                | nem szerepel                          | rendező (2 epizód)                                        |
| 2008      | Két pasi – meg egy kicsi        | Two and a Half Men                                     | Andy                                  | 1 epizód                                                  |
| 2021      | Kerge Kacsák: Így kell tarolni! | The Mighty Ducks: Game Changers                        | Gordon Bombay                         | főszereplő és vezető producer                             |

## Fontosabb díjak és jelölések
| Díj                               | Kategória                        | Átadó éve | Jelölt mű                                | Eredmény |
| --------------------------------- | -------------------------------- | --------- | ---------------------------------------- | -------- |
| Arany Málna díj                   | legrosszabb férfi főszereplő     | 1987      | Stephen King: Maximális túlhajtás (1986) | Jelölve  |
| Velencei Nemzetközi Filmfesztivál | Arany Oroszlán díj               | 2006      | Bobby Kennedy – A végzetes nap (2006)    | Jelölve  |
| Velencei Nemzetközi Filmfesztivál | Biografilm Award                 | 2006      | Bobby Kennedy – A végzetes nap (2006)    | Elnyerte |
| Golden Globe-díj                  | legjobb filmdráma                | 2007      | Bobby Kennedy – A végzetes nap (2006)    | Jelölve  |
| Screen Actors Guild-díj           | legjobb szereplőgárda (mozifilm) | 2007      | Bobby Kennedy – A végzetes nap (2006)    | Jelölve  |